# René Mercet
René Mercet (1 de diciembre de 1898 - 13 de junio de 1961) fue un árbitro de fútbol de Suiza de los años 1920 y 1930 que se hizo famoso por su actuación en el encuentro Italia - España de cuartos de final de la Copa Mundial de Fútbol de 1934. 
Mercet era un árbitro muy valorado, siendo seleccionado para las semifinales y la final de la Copa Suiza en la década de 1930. Sus actuaciones en el campeonato suizo llevaron a Mercet a ser seleccionado para arbitrar partidos internacionales, dirigiendo una de las semifinales de la Copa Mitropa de 1932, pero su actuación durante la Copa del Mundo de Fútbol de 1934 acabó con su carrera.
El torneo fue utilizado por Benito Mussolini como propaganda fascista, al igual que lo haría Adolf Hitler con los Juegos Olímpicos de 1936. Debido a esto hubo muchas presiones para que Italia ganara la competición, sobre todo a los árbitros, muchos de los cuales fueron suspendidos en sus países de origen.
El primer partido que dirigió Mercet en el campeonato fue precisamente el debut de la selección italiana, que se alzó con la victoria ante Estados Unidos por siete goles a uno. Los italianos se enfrentaron a España en cuartos de final, pero el encuentro, celebrado en el Stadio Giovanni Berta de Florencia el 31 de mayo de 1934, finalizó con empate 1-1 después de la prórroga, por lo que hubo de disputarse un encuentro de desempate al día siguiente en el mismo escenario. Durante este partido, dirigido por Mercet, la prensa señaló que a España le fueron anulados dos goles legales, obra de Regueiro y Quincoces, además de serle concedido a Italia el único gol del encuentro en una falta de Giuseppe Meazza sobre el arquero español Juan Nogués. Además, el árbitro suizo fue acusado de permitir el juego duro de los italianos, que culminó con cuatro jugadores españoles lesionados. Tras esta actuación, Mercet fue sancionado a perpetuidad por la federación suiza, y como consecuencia no volvió a dirigir un encuentro internacional de fútbol, pues fue expulsado también por la FIFA.
El diario español El Mundo consideró en 2006 la actuación de Mercet como uno de los cinco mayores escándalos de la historia de los mundiales, refrendado por Sports Illustrated, que destacó en 2010 la expulsión del suizo por parte de su propia federación.